# Boggy Peak
Boggy Peak (2009 bis 2016: Mount Obama) ist der Rest eines Vulkankraters in den Shekerley Mountains und gleichzeitig der höchste Punkt des karibischen Inselstaates Antigua und Barbuda mit 402 Metern. Er liegt im Südwesten der Insel Antigua. Eine Besteigung des Gipfels ist nicht möglich, da die obere Region des Boggy Peak eine Sperrzone für eine Telekommunikationsstation ist. Vom Gipfel aus ist ein Blick auf die umliegenden Inseln Montserrat und Guadeloupe möglich.

## Umbenennung in Mount Obama
In einer Pressemitteilung vom 5. November 2008 verkündete der Premierminister des Landes, Winston Baldwin Spencer, die Umbenennung von Boggy Peak in Mount Obama zu Ehren des US-Präsidenten Barack Obama. Die Umbenennung fand am 4. August 2009 statt. 2016 benannte das Kabinett den Berg wieder in Boggy Peak um.